# Dpkg
dpkg는 데비안 패키지 관리 시스템의 기초가 되는 소프트웨어이다. dpkg 명령어가 .deb 패키지의 설치, 삭제, 정보 제공을 위해 사용된다.
dpkg 그 자체는 저레벨의 도구이며, APT와 같은 고급 도구들이 복잡한 패키지 관계와 패키지를 원격에서 받아오는 등의 일을 한다. 앱티튜드 (Aptitude), 시냅틱 (Synaptic) 등이 dpkg 자체보다 많이 쓰이는데, 패키지 의존성을 다루는 더 많은 방법과 더 이해하기 편한 인터페이스를 갖고 있기 때문이다.
데비안 패키지 "dpkg"는 dpkg 프로그램과 더불어 패키징 시스템이 작동하게 하는 dpkg-statoverride, dpkg-divert, dpkg-trigger and update-alternatives 외의 몇몇 프로그램을 설치한다. dpkg는 start-stop-daemon, install-info와 같은 프로그램을 설치하며, install-info는 일반적으로 하위 호환성을 위해 남겨진다. (현재는 별도로 개발, 배포된다.) 데비안 패키지 "dpkg-dev"는 아래에 설명된 다양한 도구들을 포함하고 있다.

## 역사
dpkg는 원래 맷 웰쉬, 카를 스트리터와 이안 머독에 의해 펄 프로그램으로써 개발되었으며 1994년에 대부분이 이안 잭슨에 의해 C로 다시 쓰여졌다. dpkg라는 이름은 "데비안 패키지(Debian package)"의 약자였으나, 이 프로그램이 .deb 패키지 포맷의 시초였던 만큼, 데비안 패키지가 작동하는 방식이 변경하는 만큼 새롭게 변경되고 있다.

## 사용 예시
.deb 패키지를 설치하기 위해서는 다음 명령어를 실행하면 된다:
```
dpkg -i 
deb파일명
```

deb파일명(.deb)은 데비안 파일 이름으로 대체하면 된다.

설치된 패키지의 목록은 다음 명령어로 볼 수 있다:
```
dpkg -l 
[부가 명령어]
```

한편 설치된 패키지를 확인하기 위해서는 dpkg - l 해당파일.deb를 사용한다.

설치된 패키지를 삭제하기 위해서는 다음 명령어를 실행한다:
```
dpkg -r 
패키지명
```

## 개발 도구
dpkg-dev는 데비안 소스 패키지의 언팩, 빌드, 업로드를 위해 필요한 개발 도구들의 모음을 포함한다. 다음 프로그램을 포함한다:
- dpkg-source는 데비안 패키지의 소스를 팩/언팩한다.
- dpkg-gencontrl은 언팩된 데비안 트리 소스에서 정보를 읽고 바이너리 패키지 컨트롤 패키지를 생성하며 Debian/files에 항목을 생성한다.
- dpkg-shlibdeps는 라이브러리에 필요한 의존성을 계산한다.
- dpkg-buildpackage는 언팩된 데비안 트리 소스에서 정보를 읽고 구성된 컨트롤 파일 (.changes)를 생성한다.
- dpkg-distaddfile은 debian/files에 파일을 추가한다.
- dpkg-parserchangelog는 언팩된 데비안 트리 소스에서 바뀜 기록(changelog) 파일을 읽고 바뀐 내용에 대해 빠르게 준비된 결과물을 생성한다.

## 같이 보기
- 어드밴스트 패키징 툴
- 에일리언 (소프트웨어)
- 데비안 빌드 툴체인
- dpkg는 RPM과 비슷한 역할을 수행한다.
- opkg는 dpkg에서 영향을 받은 저장소가 부자연스러운 리눅스 배포판을 위한 패키지 관리 시스템이다.
- wpkg는 마이크로소프트 윈도우 운영 체제를 위한 dpkg의 클론이다.